# 安赞扎克-洛克里斯特
安赞扎克-洛克里斯特（法語：Inzinzac-Lochrist，法語發音：[ɛ̃zɛ̃zak lɔkʁist]），法国西北部城市，布列塔尼大区莫尔比昂省的一个市镇，隶属于洛里昂区，其市镇面积为44.67平方公里，2022年1月1日时人口数量为6,631人，在法国城市中排名第1,638位。
安赞扎克-洛克里斯特位于莫尔比昂省西部，布拉韦河右岸，距离洛里昂市区大约5公里，是洛里昂北部的一个卫星城，通过多条公交线路连接。

## 地名来源
“安赞扎克”一名最初于1319年以的形式被记载。根据法国语言学家阿尔贝·多扎的判断，该名称来源于当地历史上的一位封建领主“Sisentius”，其词根则可能来源于古法语，意为“反对杂税的土地”（terre grevée de cens）。
“洛克里斯特”则于1277年以的形式被记载，其中“Locus”来源于布列塔尼语单词“Lok”，意为“祝圣之地”，而其全名“Lochrist”则意为“为耶稣祝圣的土地”，并于1968年成为当地官方名称的一部分。

## 历史
中世纪初期，安赞扎克-洛克里斯特是韦内特人的活动范围，此后长期成为布列塔尼半岛的一处普通村落，14世纪时，当地曾出现了一处修道院。中世纪末，安赞扎克-洛克里斯特随布列塔尼并入法兰西王国。法国大革命后，安赞扎克-洛克里斯特成为莫尔比昂省的一个市镇。工业革命期间，安赞扎克-洛克里斯特境内建成了埃讷邦铸铁厂，为当地带来了大量的就业岗位，也使得安赞扎克-洛克里斯特人口数量快速增加。第二次世界大战末期，安赞扎克-洛克里斯特以南的洛里昂军港被纳粹控制，联军为清剿这一地区的敌军而对包括安赞扎克-洛克里斯特在内的区域进行了猛烈轰炸，造成了较为严重的人员伤亡和财产损失。安赞扎克-洛克里斯特最终于1944年9月8日解放。

## 地理

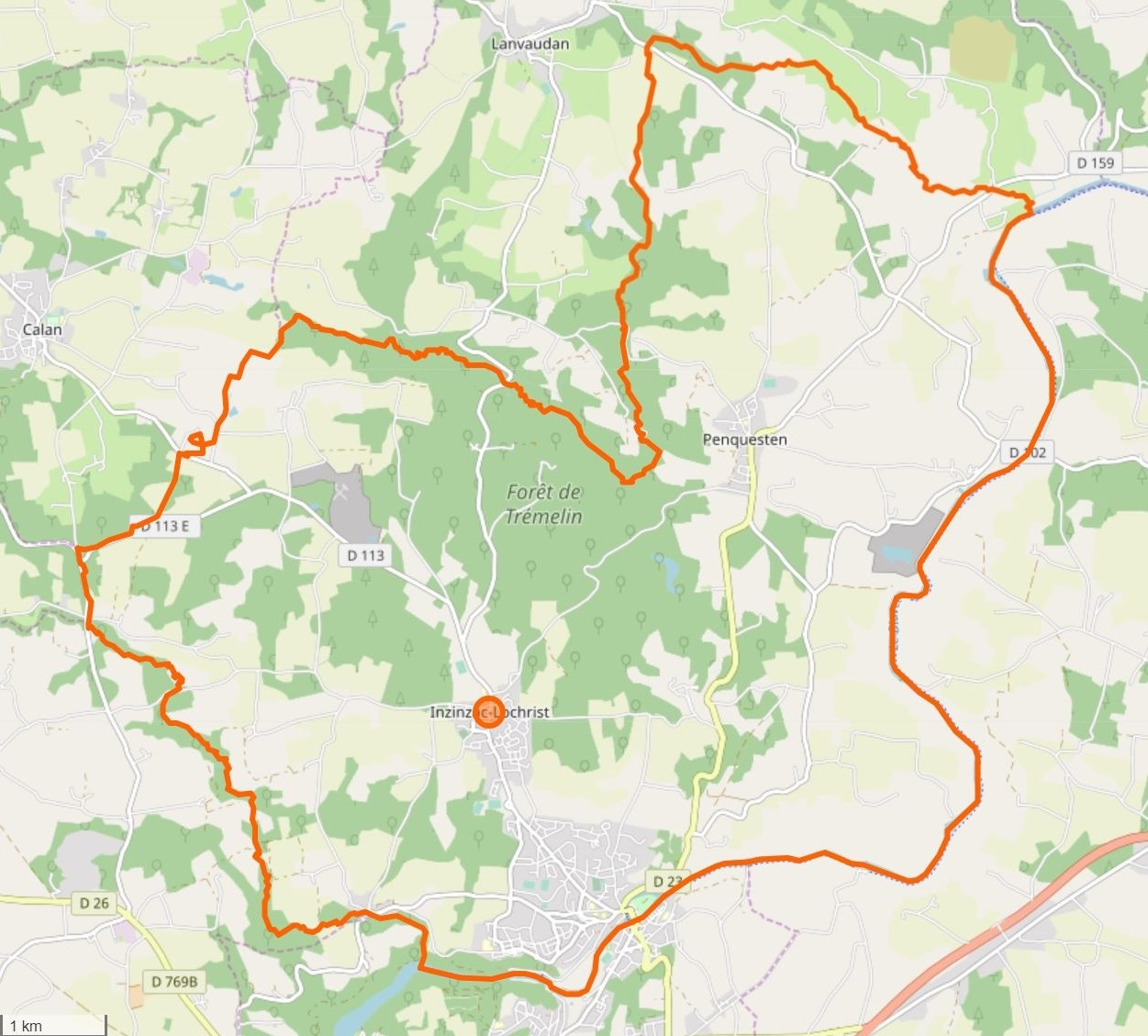
安赞扎克-洛克里斯特市镇范围地图

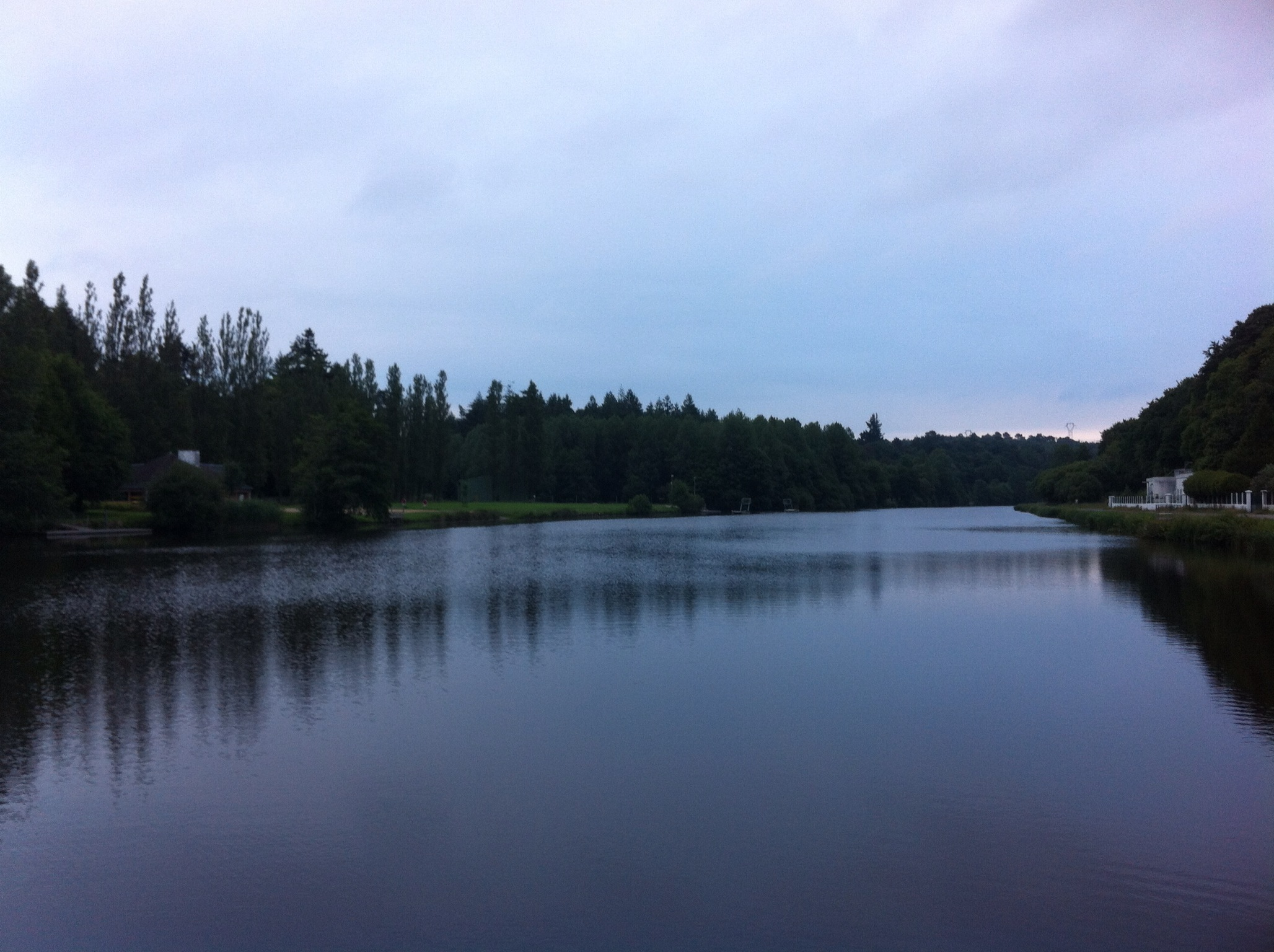
布拉韦河

安赞扎克-洛克里斯特位于法国西北部，布列塔尼大区南部偏西和莫尔比昂省西南部，距离省会瓦讷大约52公里。与安赞扎克-洛克里斯特接壤的市镇包括：朗沃当、朗吉迪克、埃讷邦、科当、克莱盖尔、卡朗。

### 地形
安赞扎克-洛克里斯特位于阿摩里卡丘陵南部，境内以浅丘为主，北部地区地势起伏明显，全境海拔在2到111米之间。

### 水文
布拉韦河自东北向西南流经境内，市区整体位于河流右岸。该河独立入海，可供小型船只通航。

### 植被
安赞扎克-洛克里斯特属于温带落叶林区，林地散落分布于市镇范围内的多个区域。

### 气候
安赞扎克-洛克里斯特在柯本气候分类法中属于较为典型的温带海洋性气候，距离安赞扎克-洛克里斯特最近的气象站位于洛里昂境内。

## 行政区划
安赞扎克-洛克里斯特是法国布列塔尼大区莫尔比昂省的一个市镇，编号为56090。安赞扎克-洛克里斯特隶属于洛里昂区、莫尔比昂省第六选区和吉代勒县，同时也是洛里昂城市圈公共社区的组成部分。
法国国家统计与经济研究所（简称）在进行数据统计时，将安赞扎克-洛克里斯特在内的周边共29个市镇划为洛里昂城市区。自2020年起，安赞扎克-洛克里斯特城市区被包含31个市镇的洛里昂城市辐射区代替。同时，还将安赞扎克-洛克里斯特市镇分为了2个“块区”（IRIS），以便于统计人口分布情况。

## 交通

### 公路
多条莫尔比昂省省道在安赞扎克-洛克里斯特境内交汇。
2017年，82.5%的安赞扎克-洛克里斯特家庭拥有至少一辆的私人汽车。2018年，安赞扎克-洛克里斯特境内共发生各类交通事故1起，造成1人受伤。

### 铁路
距离安赞扎克-洛克里斯特最近的铁路车站为位于萨沃奈－朗代诺铁路上的埃讷邦站，该站停靠往返于坎佩尔和勒东之间的区域列车。

### 航空
距离安赞扎克-洛克里斯特最近的民用航空站为洛里昂机场，距离安赞扎克-洛克里斯特市中心的公路里程约24公里。

### 城市公共交通
洛里昂城市公共交通（简称与商业名称均为）是当地的城市公共交通系统。截至2021年2月，该系统下属的14路、41E线、104路、137路、138路及夏季专线50路经过安赞扎克-洛克里斯特市区。

## 政治
安赞扎克-洛克里斯特的现任市长为阿梅勒·尼古拉女士（Armelle Nicolas），她是一名左翼无党派人士，在2020年的市政选举中获得了53.28%的支持率。
在2017年的法国总统大选中，法国第25任总统埃马纽埃尔·马克龙在安赞扎克-洛克里斯特获得了72.84%的支持率。

## 人口
2017年，安赞扎克-洛克里斯特市镇人口数量为6,526，在法国排名第1,638位。其中男性3,223人，女性3,303人，75岁及以上人口占7.2%，外籍人口数量为1,138人，人口密度为146人/平方公里，当地居民被称为（男性）或（女性）。2018年，安赞扎克-洛克里斯特境内出生58人，死亡人口75人。
| 年份   | 1936  | 1946  | 1954  | 1962  | 1968  | 1975  | 1982  | 1990  | 1999  | 2006  | 2007  | 2012  | 2018  |
| ------ | ----- | ----- | ----- | ----- | ----- | ----- | ----- | ----- | ----- | ----- | ----- | ----- | ----- |
| 人口數 | 4,977 | 5,276 | 5,111 | 5,071 | 4,714 | 5,069 | 5,594 | 5,541 | 5,395 | 5,619 | 5,650 | 6,246 | 6,526 |

## 经济
安赞扎克-洛克里斯特是一个区域性的中心城市，当地共有各类用人单位509家，平均历史为16年，其中99.65%为中小型企业（PME）。（石材采集）、（工业外装）及（驾校）是当地2019年营业额最高的三个企业，分别为17,722,080欧元、1,371,870欧元和99,250欧元。

## 财政收入
2019年，安赞扎克-洛克里斯特的财政收入总额为7,248,520欧元，财政支出总额为6,243,540欧元，当年的债务总额为6,142,920欧元。
2015年，安赞扎克-洛克里斯特的人均月收入总额为2,137欧元，其中高级职员为3,841欧元，中级职员为2,486欧元，普通职员为1,812欧元。
2017年，安赞扎克-洛克里斯特境内的青壮年（15至64岁）失业率为10.7%，当地51.2%的家庭拥有纳税资格。

## 社会事务

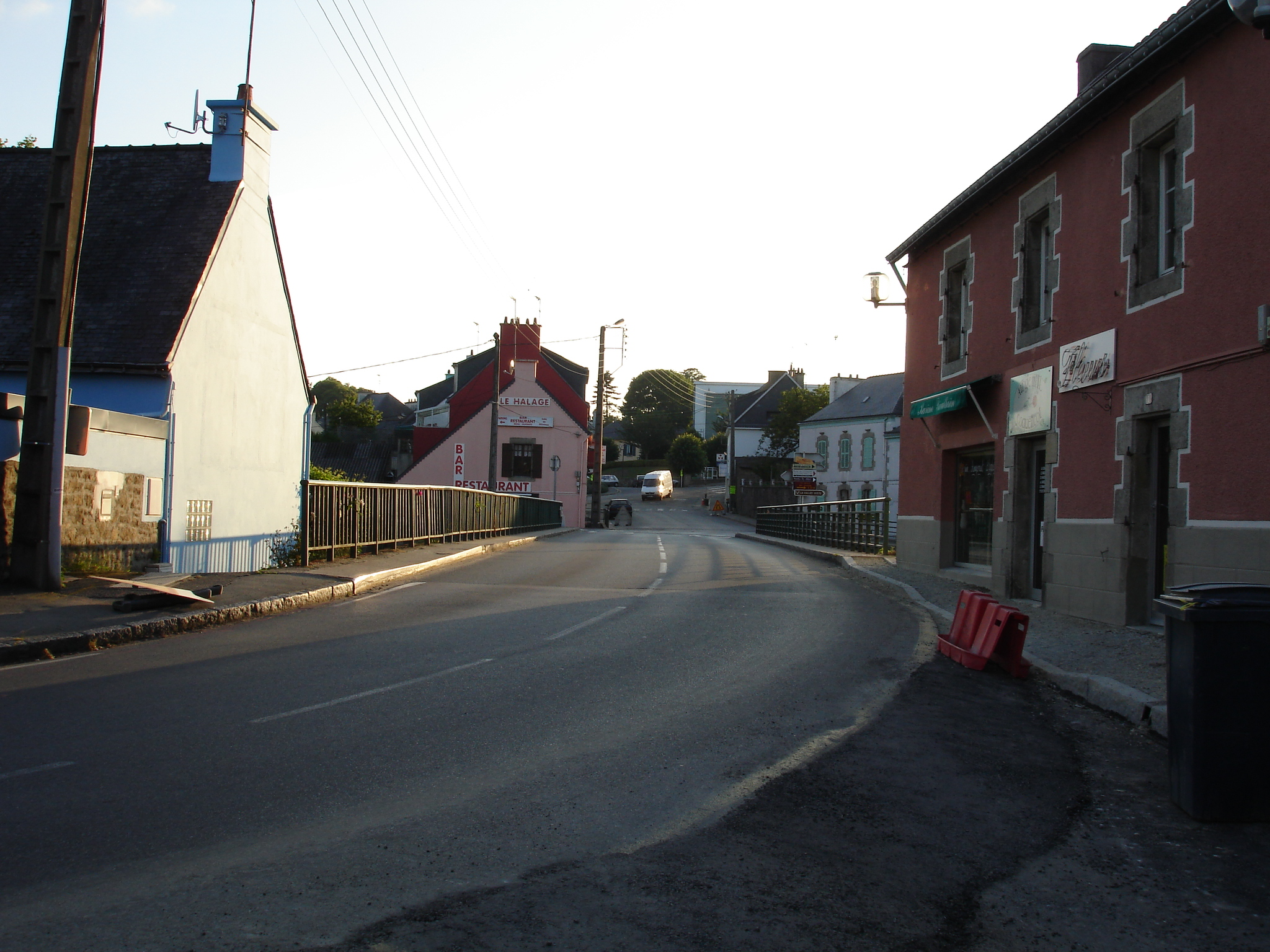
朱利安·勒格朗街区

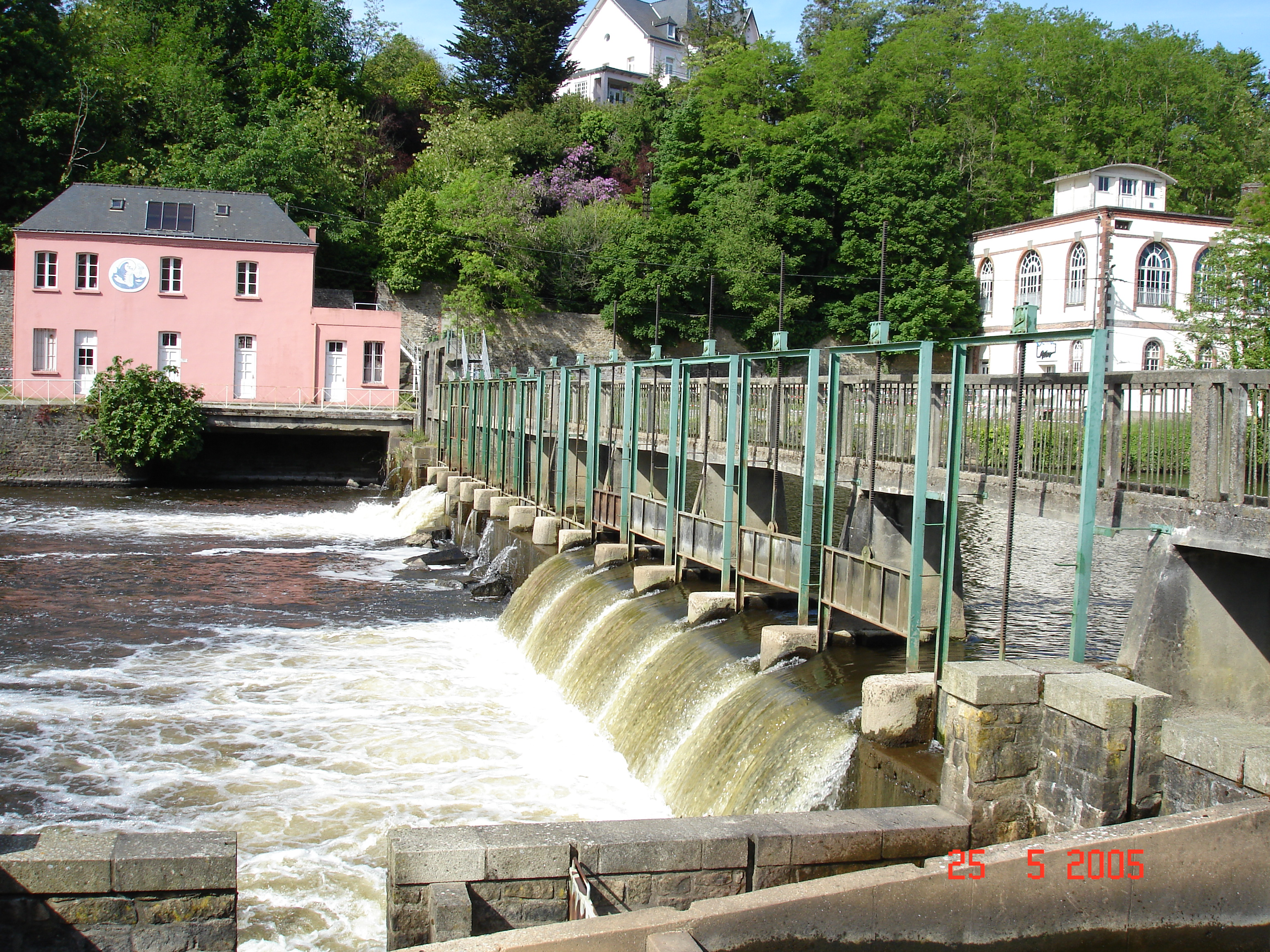
古雷水闸

### 教育
安赞扎克-洛克里斯特属于雷恩学区。截止2019年1月1日，安赞扎克-洛克里斯特境内共有1所幼儿园和6所小学。

### 医疗
截止2019年1月1日，安赞扎克-洛克里斯特境内共有全科医生7名、保健师5名、牙医2名、护士15名和助产士1名。境内共有药房3家和养老院1家。
安赞扎克-洛克里斯特是“南布列塔尼中心医院”（Centre Hospitalier de Bretagne Sud）的服务范围，后者是法国的一个区域性医疗机构，其主病区位于洛里昂市区，设有床位679个，是当地规模最大的公立综合性医院。

### 住房
2017年，安赞扎克-洛克里斯特境内共有各类住房3,021套，其中85.9%为独立式居民区，13.8%为集中式居民区。常住房屋占安赞扎克-洛克里斯特市镇范围内居民建筑总量的91.0%。

### 商业
2019年，安赞扎克-洛克里斯特境内共有各类实体商铺82家，其中餐厅6家、大型超市1家、杂货店1家、面包房3家、肉铺1家、书店1家、银行门店3家、美容美发店5家、汽车维修店8家。市中心有一家家乐福便民超市。

### 体育
2019年，安赞扎克-洛克里斯特境内共有1间体育馆、1处网球场、1处马术场以及4处足球或橄榄球场。
山地体育联盟是当地的一支足球队，成立于1937年，2020至2021赛季参加布列塔尼大区足球联赛。除此之外，安赞扎克-洛克里斯特境内还有三家注册足球俱乐部。

### 环境
安赞扎克-洛克里斯特的环境事务由其所属的公共社区负责。2019年，安赞扎克-洛克里斯特境内暂无污染企业。

### 治安
2014年，安赞扎克-洛克里斯特及附近地区共发生各类案件5,933起，其中盗窃类案件4,021起，经济类案件752起，毒品交易类案件207起。

## 文化

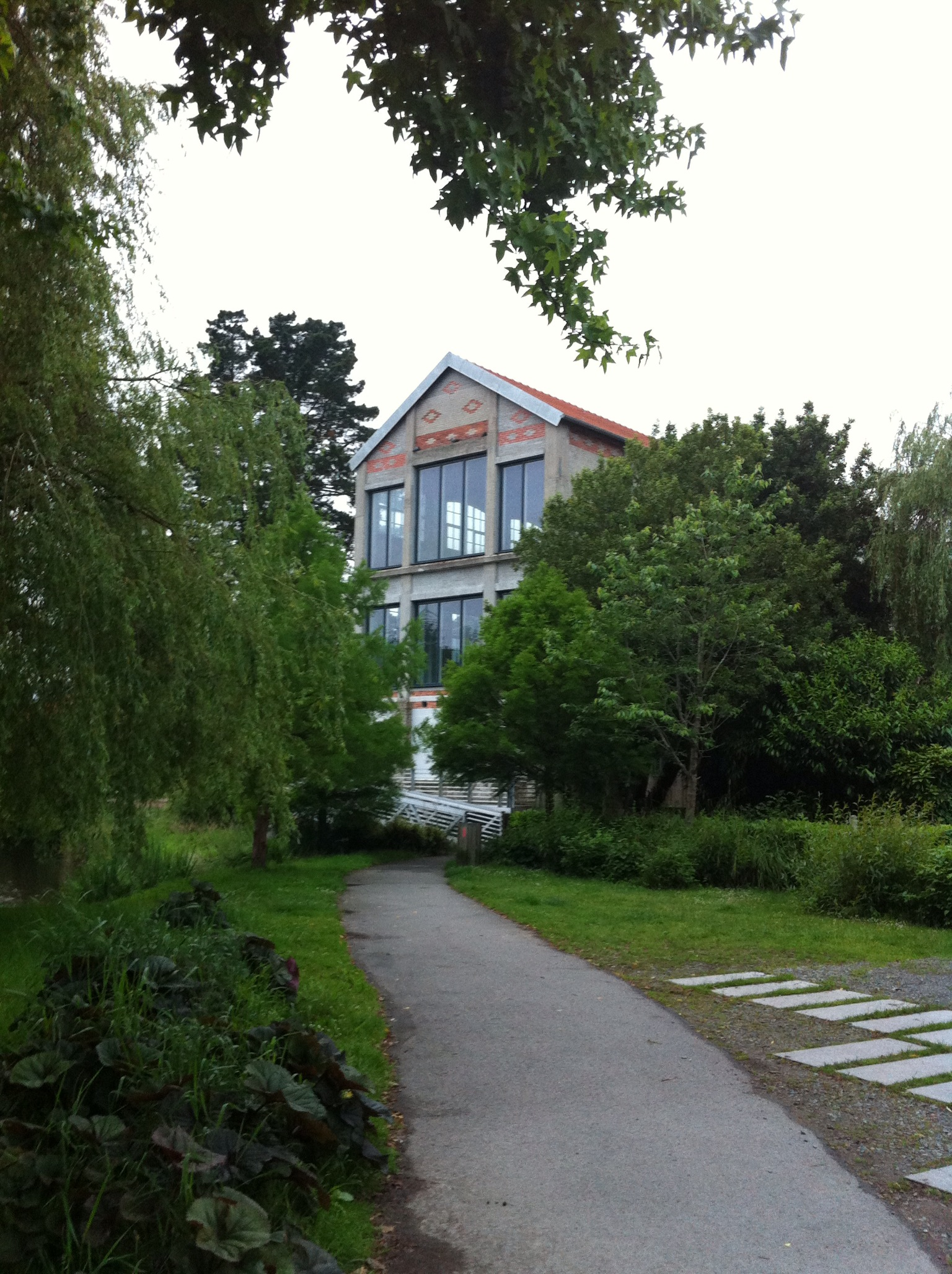
安赞扎克-洛克里斯特市政活动中心

2019年，安赞扎克-洛克里斯特境内共有1家电影院和1家博物馆。安赞扎克-洛克里斯特市政府提供多媒体中心，向公众全年开放。

### 旅游
安赞扎克-洛克里斯特的旅游事务由其所属的公共社区负责。2020年，安赞扎克-洛克里斯特境内暂无任何游客接待设施。

### 媒体
法国主要的媒体均可在安赞扎克-洛克里斯特接收，法国电视三台下属的布列塔尼大区频道在部分时段播出安赞扎克-洛克里斯特所属区域的地方新闻。

## 友好城市
截至2021年2月，安赞扎克-洛克里斯特共与一座城市互为友好城市关系：
- 西班牙 帕雷斯